# أميمة البديوي
أميمة البديوي (في 27 جانفي 1998) هي لاعبة جودو تونسي مخص في وزن أكثر من 41كغ. بطلت إفريقيا للجودو في سنة 2021وفازت بالميدالية البرونزية في بطولة إفريقيا 2022 بوهران. في دورة الألعاب العربية 2023، فازت أميمة بالميدالية الذهبية.

## وصلات خارجية
- أميمة البديوي على موقع الفيدرالية الدولية للجودو (الإنجليزية)
- أميمة البديوي على موقع JudoInside.com (الإنجليزية)
- أميمة البديوي على موقع AllJudo.net (الفرنسية)
- هاشم السلامي في JudoInside